# Dicranomyia halobia
Dicranomyia halobia là một loài ruồi trong họ Limoniidae. Chúng phân bố ở miền Cổ bắc.